# Lord Warden of the Stannaries

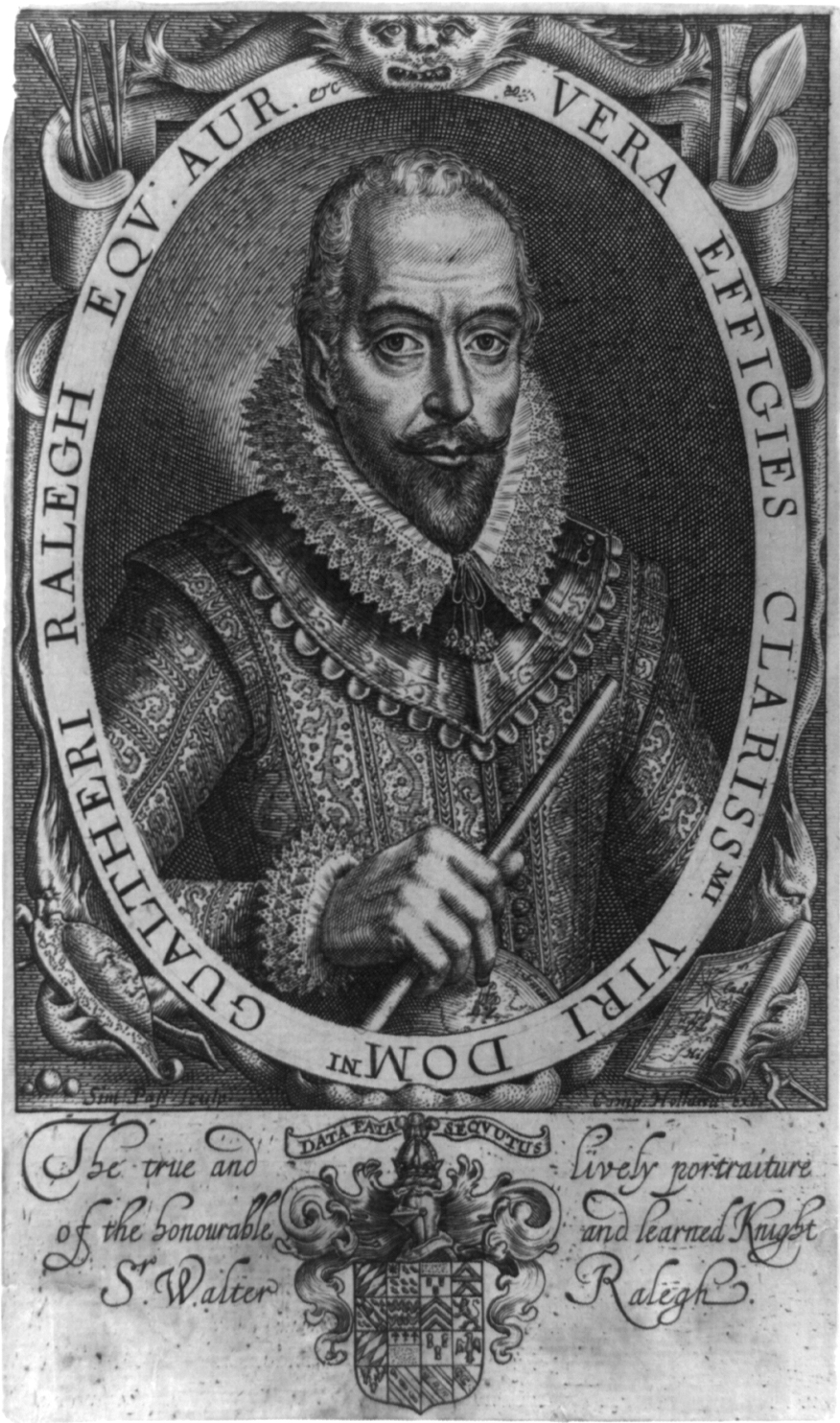
Sir Walter Raleigh war ein Lord Warden of the Stannaries

Der Lord Warden of the Stannaries (vom lateinischen stannum für Zinn, Sn, Wächter der Zinnminen) hatte früher militärische und juristische Aufgaben im englischen Herzogtum Cornwall.
Heute ist es ein rein zeremonielles Amt. Doch der Lord Warden of the Stannaries gilt immer noch als ranghöchster Beamter des Herzogtums und ist deshalb auch Mitglied im Prince’s Council.

## Geschichte
Die große Bedeutung des Amtes ergab sich aus der Bedeutung des Zinnabbaus in den Grafschaften Cornwall und Devon. Zu den ältesten Gesetzen im britischen Recht gehören diejenigen, die den Zinnbergbau regeln und die Privilegien der Zinnbergleute, darunter die Exemtion von bestimmten Steuern und Abgaben und eine besondere Gerichtsbarkeit. Die verbleibenden Steuern und Abgaben einzuziehen, war die Hauptaufgabe des Lord Warden of the Stannaries. Die Haupteinnahme war die coinage duty (Prägeabgabe). Dabei wurde von jedem Zinnblock eine Ecke abgeschlagen und einbehalten; mit einem Prägestempel auf dem Block wurde die Bezahlung quittiert.
Seine zweite Aufgabe war der Erlass der bergbaulichen Statuten und die Kontrolle ihrer Befolgung sowie die Rechtsprechung am Stannary Court in allen den Bergbau und die Bergleute betreffenden Sachen. Seine dritte Aufgabe war es, im Namen des britischen Monarchen oder des Herzogs von Cornwall das Cornish Stannary Parliament of Tinners einzurufen.
Die Bedeutung seines Amtes zeigt sich auch darin, dass der Lord Warden of the Stannaries oft zugleich das Amt des Lord Lieutenant (auch die Bezeichnung „Steward“ war dafür üblich), also des Vertreters des Königs, im Herzogtum Cornwall innehatte. Als solcher war er zugleich mit der Aufsicht über die Güter des Herzogtums in den jeweiligen Grafschaften betraut. 
Lukrativ und daher begehrt war auch das Amt seines Stellvertreters, des Lord Vice-Warden of the Stannaries. Dem Lord Warden unterstellt waren zahlreiche Beamte: die Einnehmer der coinage duty, Schreiber, Bailiffs und andere.
Der erste Lord Warden of the Stannaries of Cornwall und Devon war William of Wrotham, der in der Regierungszeit von Richard Löwenherz am 20. November 1197 ernannt wurde. 1201 wurde Cornwall in vier stannaries (Bergbaubezirke) unterteilt:
- Foweymore
- Blackmore
- Tywarnhaile
- Wendron

Jede stannary bestimmte sechs stannators als ihre Vertreter. Die Gesamtheit der stannators bildete das Stannary Parliament.
Infolge der Ausweitung des Bergbaus wurde schon ab 1221 (bis 1502) jeweils ein eigener Amtsinhaber für die Grafschaften Cornwall und Devon bestellt (siehe die Listen der Amtsinhaber unten). 1502 wurde Robert Willoughby, 2. Baron Willoughby de Broke zum Lord Steward für die Herzogtumsgüter in Cornwall und Devon, Lord Warden of the Stannaries in Cornwall und Devon und Master Forester of Dartmoor ernannt.
Das letzte Stannary Parliament wurde vom Lord Warden of the Stannaries 1752 einberufen.

## Lord Steward und Lord Warden of the Stannaries in Cornwall und Devon (seit 1197)
- 1197 William of Wrotham (Cornwall & Devon)
- 1215 Henry Fitz-Count, 1. Earl of Cornwall
- 1220 William de Putot (Cornwall)
- 1220 John FitzRichard (Cornwall & Devon)
- 1220 Stephen du Croy (Cornwall)
- 1221 Waleram Teutonicus (Devon)
- 1234 Richard de Langford (Devon)
- 1253 Adam Wymer (Devon)
- 1262 Ralph de Oddiscumb (Devon)
- 1264 Hugh Peverell (Devon)
- 1289 Walter de Aylesbury (Cornwall)
- 1306 Thomas de la Hyde (Cornwall)
- 1312 John de Bedewynde (Cornwall)
- 1314 Thomas Lercedekne (Cornwall)
- 1318 Henry de Wylyngton (Cornwall)
- 1321 Simon Belde (Devon)
- 1321 Gilbert de la Forde (Devon)
- 1328 Thomas de Shirygg (Devon)
- 1328 Richard Caleware (Devon)
- 1330 William de Montacute (Devon)
- 1337 Thomas West (Cornwall)
- 1346 Sir Edmund de Kendale (Cornwall)
- 1350 Sir John Dabernon (Cornwall)
- 1350 Bartholomew de Berghersh (Devon)
- 1357 Robert de Elford (Cornwall)
- 1359 Sir John Dabernon (Cornwall)
- 1361 Bartholomew de Burghersh junior (Cornwall & Devon)
- 1366 John de Skirbec (Cornwall)
- 1375 John Cary (Devon)
- 1376 Hugh de Segrave (Cornwall)
- ? Robert Tresilian
- 1378 Sir John de Kentwode (Cornwall)
- 1384 Richard Ruyhale junior
- 1386 Richard Breton (Cornwall)
- 1388 Sir Philip de Courtenay (Cornwall)
- 1388 John de Copplestone
- 1389 Warin Waldegrave (Devon)
- 1392 John Colshull (Cornwall)
- 1397 Richard Chelmswyke (Cornwall)
- 1398 Thomas Shelle (Cornwall & Devon)
- 1399 John Wynter (Cornwall)
- 1399 John de Waterton (Devon)
- 1400 Sir John Arundell (Cornwall)
- 1413 Thomas Tickhill (Cornwall & Devon)
- 1413 John Wilcotes (Devon)
- 1422 John Copplestone (Devon)
- 1422 Thomas Congreve (Devon)
- 1423 Lewis John (Devon)
- 1430 Sir Philip Courtenay (Cornwall)
- 1437 Sir William Bonville, später 1. Baron Bonville (Cornwall)
- 1439 Ralph Babthorpe (Cornwall)
- 1441 Thomas de Courtenay, 5. Earl of Devon (Cornwall)
- 1442 John Trevelyan (Devon)
- 1452 William Bonville, 1. Baron Bonville (Cornwall)
- 1454 Richard Plantagenet, 3. Duke of York (Cornwall & Devon)
- 1457 John Beaumont, 1. Viscount Beaumont (Cornwall & Devon)
- 1461 Thomas Clemens (Cornwall)
- 1461 Humphrey Stafford, 1. Earl of Devon (Cornwall)
- 1461 Roger Dinham (Devon)
- 1465 Humphrey Stafford, 1. Earl of Devon (Cornwall & Devon)
- 1469 John Dynham, 1. Baron Dynham  (Devon)
- 1469 Sir John Stafford (Cornwall & Devon)
- 1473 Anthony Woodville, 2. Earl Rivers (Cornwall & Devon)
- 1476 Sir Thomas Bourchier (Cornwall)
- 1477 Thomas Grey, 1. Marquess of Dorset (Cornwall)
- 1483 John Dynham, 1. Baron Dynham (Cornwall & Devon)
- 1484 Sir James Tyrell (Cornwall)
- 1485 Sir Robert Willoughby (Cornwall & Devon)
- 1485 Sir Walter Courtenay (Devon)
- 1486 Sir John Halliwell (Cornwall)
- 1502 Robert Willoughby, 2. Baron Willoughby de Broke (Cornwall & Devon)
- 1509 Sir Henry Marney
- 1523 Henry Courtenay, 1. Marquess of Exeter[5]
- 1539 John Russell, 1. Earl of Bedford
- 1553 Francis Russell, 2. Earl of Bedford
- 1585 Sir Walter Raleigh
- 1604 William Herbert, 3. Earl of Pembroke
- 1630 Philip Herbert, 4. Earl of Pembroke
- 1642–1646 Interregnum
- 1646–1648 Edward Herbert, 1. Baron Herbert of Cherbury (Parliamentary)
- 1660 John Granville, 1. Earl of Bath
- 1701 Charles Robartes, 2. Earl of Radnor
- 1702 John Granville, 1. Baron Granville
- 1705 Francis Godolphin, 2. Earl of Godolphin
- 1708 Hugh Boscawen, 1. Viscount Falmouth
- 1734 Richard Edgcumbe, 1. Baron Edgcumbe
- 1742 Thomas Pitt of Boconnoc, Esq.
- 1751 James Waldegrave, 2. Earl Waldegrave[6]
- 1763 Humphry Morice
- 1783 Viscount Lewisham[7]
- 1798 Sir John Morshead, 1. Baronet[8]
- 1800 Rear-Admiral Sir John Willett Payne
- 1803 Sir Thomas Tyrwhitt[9]
- 1812 Francis Seymour-Conway, 3. Marquess of Hertford[10]
- 1842 Albert von Sachsen-Coburg und Gotha
- 1862 Henry Pelham-Clinton, 5. Duke of Newcastle-under-Lyne
- 1865 Edward Portman, 1. Viscount Portman
- 1888 Henry Reynolds-Moreton, 3. Earl of Ducie
- 1908 Alexander Bruce, 6. Lord Balfour of Burleigh
- 1921 Charles Hepburn-Stuart-Forbes-Trefusis, 21. Baron Clinton
- 1933 William Pleydell-Bouverie, 7. Earl of Radnor
- 1965 Geoffrey Waldegrave, 12. Earl Waldegrave
- 1977 Peter Kerr, 12. Marquess of Lothian
- 1985 Sir Nicholas Henderson
- 1990 John Baring, 7. Baron Ashburton
- 1994 William Peel, 3. Earl Peel
- 2006 Sir Nicholas Bacon, 14. Baronet[11]

## Vice-Warden of the Stannaries in Cornwall und Devon (1386–1870)
Vice-Warden (Stellvertretender Lord Warden) of the Stannaries (Kontrolleur der Münze und Meister von Assay) in Cornwall und Devon (1386–1870)
- ? Walter Reynold
- 1386 Nicholas FitzHerbert
- 1386 William Wyncelowe
- 1387 Thomas Trewyn
- ? John Skirbeck
- 1389 Nicholas FitzHerbert
- 1397 John Shelle
- ? Thomas Frankelein
- 1422 Richard Hore
- 1423 John Smart
- 1428 Richard Maumfield
- 1430 John Fortescue
- 1432 John Merston
- 1455 Avery Cornburgh
- 1461 John Wykes
- 1471 Sir Thomas Vaughan
- 1483 Avery Cornburgh
- 1485 Thomas Hourde
- 1485 William Treffry
- 1490 John Sapcotes
- 1504 Michael Vivian
- 1508 Thomas Arundell
- 1509 John Glyn
- 1509 Sir Hugh Trevanyon
- 1510? Sir Thomas Deneys (Devon)
- 1520 Sir William Godolphin
- 1520 John Godolphin
- Etwa 1529 Sir William Godolphin (Cornwall)
- 1532 Sir Philip Champernown (Devon)
- Etwa 1540 William Beare (Cornwall)
- 1548 Sir Thomas Smith (Cornwall)
- 1551 Sir John Charles (Devon)
- 1554 Sir William Godolphin (Cornwall)
- 1555 William Isham
- 1570 James Godolphin
- 1578 Sir Richard Grenville (Cornwall)
- 1580 William Carnsew (Cornwall)
- 1584 John Bonython
- 1586 Sir Francis Godolphin (Cornwall)
- 1591 Christopher Harris (Cornwall)
- 1601 Hannibal Vivian
- 1603 William Coryton (Cornwall)
- 1607 John Verdon
- 1607 Edward Leech
- 1617 Richard Bonython
- ? Sir Simon Harvey
- 1627 John Mohun, 1. Baron Mohun (Cornwall)
- 1630 William Coryton (Cornwall)
- 1641 John Trefusis (Cornwall)
- 1660 William Scawen (Cornwall)
- 1678 Sir John Trelawney (Cornwall)
- 1681 Sir Joseph Tredenham (Cornwall)
- Etwa 1688 Sir Nicholas Slanning (Devon)
- 1689 John Waddon (Cornwall)
- 1701 Hugh Tonkin (Cornwall)
- 1702 Sir Richard Vyvyan (Cornwall)
- Etwa 1704 Samuel Rolls (Devon)
- 1708 Walter Moyle (Cornwall)
- 1711 John Gregor (Cornwall)
- 1723 Thomas Hearle (Cornwall)
- 1740 John Hearle (Cornwall)
- 1744 Christopher Hawkins (Cornwall)
- 1747 Francis Gregor (Cornwall)
- 1751 John Hearle (Cornwall)
- 1756 Rev. Walter Borlase (Cornwall)
- 1763 William Bickford (Devon)
- 1776 Henry Rosewarne (Cornwall)
- 1783 John Thomas (Cornwall)
- 1784 Warwick Hele Tonkin (Devon)
- 1812 Richard Gurney (Devon)
- 1817 John Vivian (Cornwall)
- 1818 John Parry (Devon)
- 1824 John Farnham Cock (Devon)
- 1826 John Wallis (Devon)
- 1826 John Wallis (Cornwall)
- 1827 Thomas Commins (Devon)
- 1834 John Lucius Dampier (Cornwall)
- 1850 John Lucius Dampier (Devon)
- 1853 Edward Smirke (Cornwall & Devon)
- 1870 Herbert William Fisher (Cornwall & Devon)